# Exocelina bagus
Exocelina bagus är en skalbaggsart som först beskrevs av Michael Balke och Hendrich in Balke 2001.  Exocelina bagus ingår i släktet Exocelina och familjen dykare. Inga underarter finns listade i Catalogue of Life.